# Waschhaus (Bagnizeau)

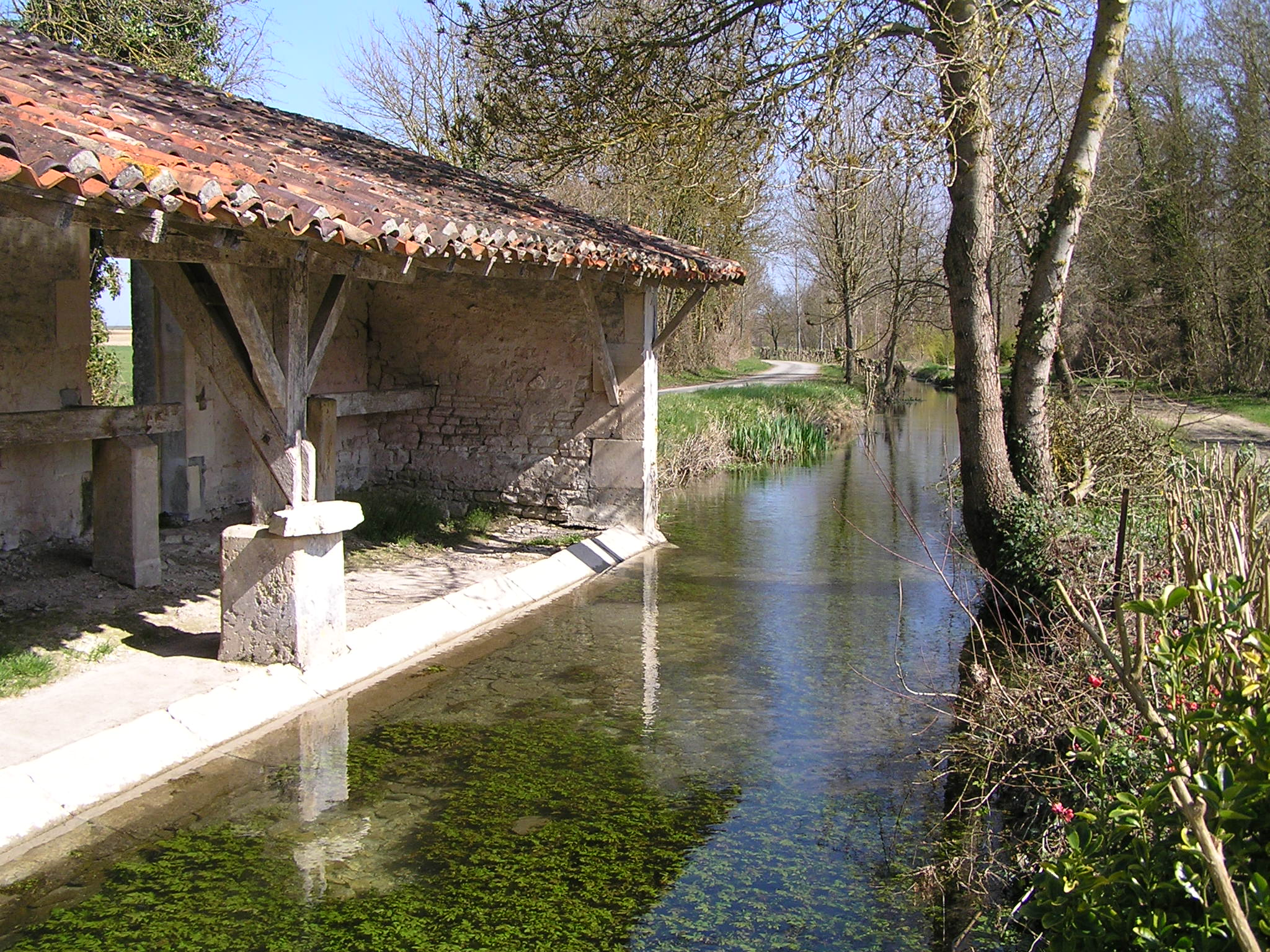
Waschhaus in Bagnizeau

Das Waschhaus (französisch lavoir) in Bagnizeau, einer französischen Gemeinde im Département Charente-Maritime in der Region Nouvelle-Aquitaine, wurde 1879 errichtet.  
Das öffentliche Waschhaus mit einem Pultdach steht an der rechten Seite des Baches Barbarelle. An der steinernen Rückwand sind die Vorrichtungen zu sehen, auf denen die Wäsche vorbereitet wurde.